# J. P. Howell
James Phillip Howell (Modesto, California, 25 de abril de 1983) es un beisbolista estadounidense. Juega para Los Angeles Dodgers como lanzador. 

## Trayectoria
Debutó con el equipo de Kansas City Royals en 2005 con un saldo de tres victorias y cinco derrotas en 15 juegos iniciados. En 2006 firmó para Tampa Bay Rays y logró arribar en 2008 a la Serie Mundial frente a Philadelphia Phillies. Esta misma temporada obtuvo los mejores números de su carrera con récord de 6-1 en 64 salidas al campo. En el clásico de otoño tuvo marca de 0-2 en tres juegos.